# Gunther S. Stent
Gunther S. Stent (geboren 28. März 1924 als Gunther Siegmund Stensch in Berlin-Treptow; gestorben 12. Juni 2008 in Haverford, Pennsylvania) war ein US-amerikanischer Molekularbiologe, Neurowissenschaftler und Wissenschaftsphilosoph.

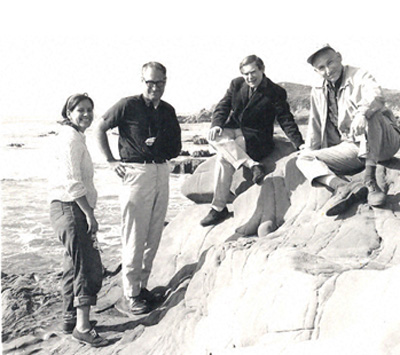
Von links: Esther Lederberg, Stent, Sydney Brenner, Joshua Lederberg 1965

## Leben
Stensch' Vater Georg Stensch hatte in Berlin eine gut gehende Fabrik für Bronzeguss und Beleuchtung. Stensch war, da er nicht wie seine Klassenkameraden in die Hitlerjugend konnte, in der jüdischen Jugendgruppe Das Schwarze Fähnlein bis zu deren Verbot 1934 aktiv. Stent besuchte die Bismarck-Akademie und, nachdem er als Jude aus dieser herausgeworfen wurde, die Private Waldschule Kaliski („PriWaKi“). 1938 verließ sein Vater Deutschland, während Stent zunächst noch mit seiner Stiefmutter in Berlin blieb. Er flüchtete dann im November 1938 nach Antwerpen und dann 1940 über England und Kanada in die USA, wo er in Chicago, wo seine Schwester lebte, zur Schule ging.
Er studierte ab 1942 physikalische Chemie an der University of Illinois, wo er 1945 seinen Bachelor-Abschluss erwarb und 1948 promoviert wurde. Er nannte sich nun Stent. Er wandte sich der Molekularbiologie zu (unter dem Eindruck eines Vortrags von Sol Spiegelman und der Lektüre von Erwin Schrödingers What is Life?). Er ging zu Max Delbrück ans Caltech und besuchte dessen berühmten Kurs in Phagenforschung im Cold Spring Harbor Laboratory. 1950 lehrte er in Kopenhagen und war 1951 am Institut Pasteur in Paris.
Ab 1952 war er (als Associate Professor) an der University of California, Berkeley, wo er Professor für Molekularbiologie war und 1980 bis 1986 der Fakultät für Molekularbiologie vorstand und danach bis 1992 der umgewandelten Abteilung für Molekularbiologie und Zellbiologie. 1995 ging er in den Ruhestand.
Die American Academy of Arts and Sciences (1968), die National Academy of Sciences (1982), die American Philosophical Society (1984), die Akademie der Wissenschaften und der Literatur und die Europäische Akademie der Wissenschaften (welche?) ernannten ihn zum Mitglied.
Er war zweimal verheiratet (seine erste Frau Inga Loftsdottir Stent starb 1993, in zweiter Ehe war er mit Mary Ulam verheiratet) und hatte einen Sohn.

## Werk
Stent war in den 1950er Jahren einer der Pioniere der Molekularbiologie und der Phagenforschung. Seine Untersuchungen an Phagen (1954), denen radioaktiver Phosphor in die Gene eingebaut wurde und deren Inaktivierung nach dem radioaktiven Zerfall des Phosphors er untersuchte, waren eine frühe Bestätigung der Forschungen von James D. Watson und Francis Crick über die Doppelhelix-Struktur der Erbsubstanz. Die frühe Zusammenarbeit mit Watson und Crick in Europa um 1952 wird in Watsons biographischem Buch Die Doppelhelix geschildert, dessen Neuausgabe Stent besorgte.
Stent schrieb ein frühes, einflussreiches Lehrbuch als Einführung in die  Molekularbiologie. Später befasste er sich (nach einem Sabbatjahr an der Harvard Medical School) mit Neurobiologie, die er an Meeresschnecken studierte. Unter anderem ist er dort für einen Aufsatz von 1973 über den Einfluss des Lernens auf Synapsen bekannt.
Er veröffentlichte auch über Geschichte der Biologie und über Wissenschaftsphilosophie, der er sich ab Ende der 1960er Jahre zuwandte. Damals sagte er in einem Buch von 1969 etwas voreilig – wie er später zugab – das Ende der Molekularbiologe und allgemein der Wissenschaft aufgrund ihres eigenen Erfolges vorher. Sein Buch Paradoxes of Free Will erhielt 2002 den John F. Lewis Award der American Philosophical Society.
Im Jahr 1966 wurde er zum Auswärtigen Wissenschaftlichen Mitglied des Max-Planck-Instituts für molekulare Genetik in Berlin-Dahlem berufen.

## Schriften
- Molecular biology of bacterial viruses, Freeman, San Francisco 1963
- Molecular Genetics. An introductory narrative, Freeman, San Francisco 1971 (ins Russische, Italienische, Spanische und Japanische übersetzt, eine Überarbeitung seines Buches von 1963)
- mit James D. Watson, John Cairns (Hrsg.): Phage and the Origins of Molecular Biology. Cold Spring Harbor Laboratory Press 1966, 1992, 2007
  - deutsch: Phagen und die Entwicklung der Molekularbiologie. Hg. und einer der Übers. Erhard Geissler. Akademie-Verlag, Berlin 1972
- mit Kenneth J. Muller, John G. Nicholls: Neurobiology of the leech. Cold Spring Harbor Laboratory 1981, wieder 2010, ISBN 1-936113-09-0
- Nazis, Woman and Molecular Biology. Memoirs of a lucky self-hater, Kensington, Kalifornien, Briones Books 1998 (Autobiographie)
- mit Max Delbrück: Wahrheit und Wirklichkeit. Über die Evolution der Erkenntnis, Rasch und Röhring 1986 (englisches Original: Mind from matter ? An essay on evolutionary epistemology, Palo Alto 1986)
- Paradoxes of progress, Freeman, San Francisco 1978
- The coming of the golden age. A view of the end of progress, American Museum of Natural History 1969 (aus Vorlesungen in Berkeley)
- als Herausgeber: Morality as a biological phenomenon. Report of the Dahlem Workshop on Biology and Morals, November 1977, Berkeley, University of California Press 1980
- Paradoxes of free will, Transactions of the American Philosophical Society, Band 92, 2002
- Ethische Dilemmas der Humanbiologie, Mannheimer Forum 82/83
- Die Autonomie des Menschen. Komplexität und Komplementarität des Geistes, Mannheimer Forum 92/93
- mit Judith Martin: Bioetikette. Über Anstand und gute Manieren in der Wissenschaft, Mannheimer Forum 96/97